# 布萊恩縣 (蒙大拿州)
布萊恩縣是美國蒙大拿州北部的一個縣，北鄰加拿大萨斯喀彻温，面積10,979平方公里。根據2010年人口普查，本縣共有人口6,491人。本縣縣治為希努克（Chinook）。
本縣於1912年2月29日成立，縣名紀念前美國國務卿詹姆斯·G·布萊恩。

## 地理

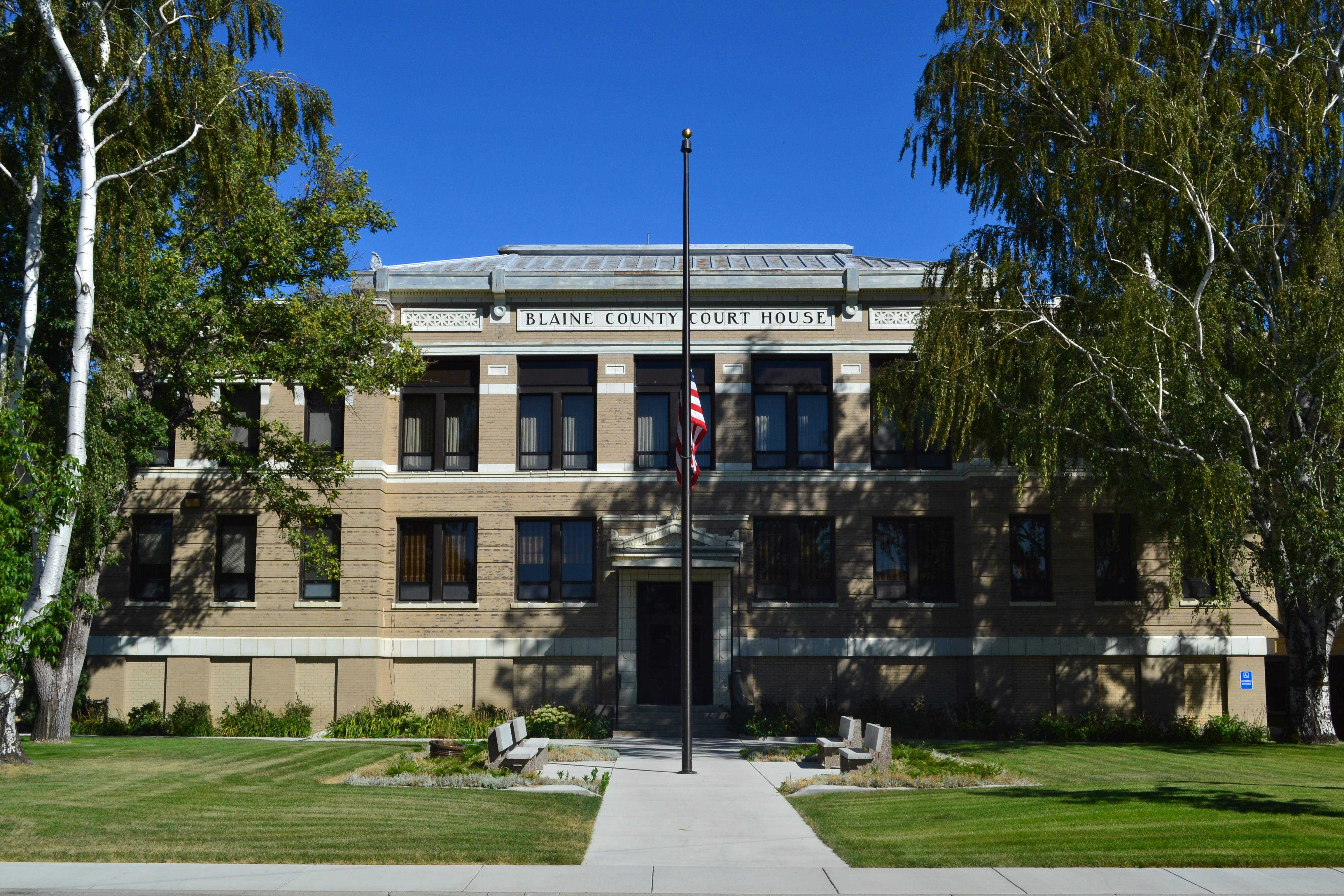
位於縣治希努克的布萊恩縣法院

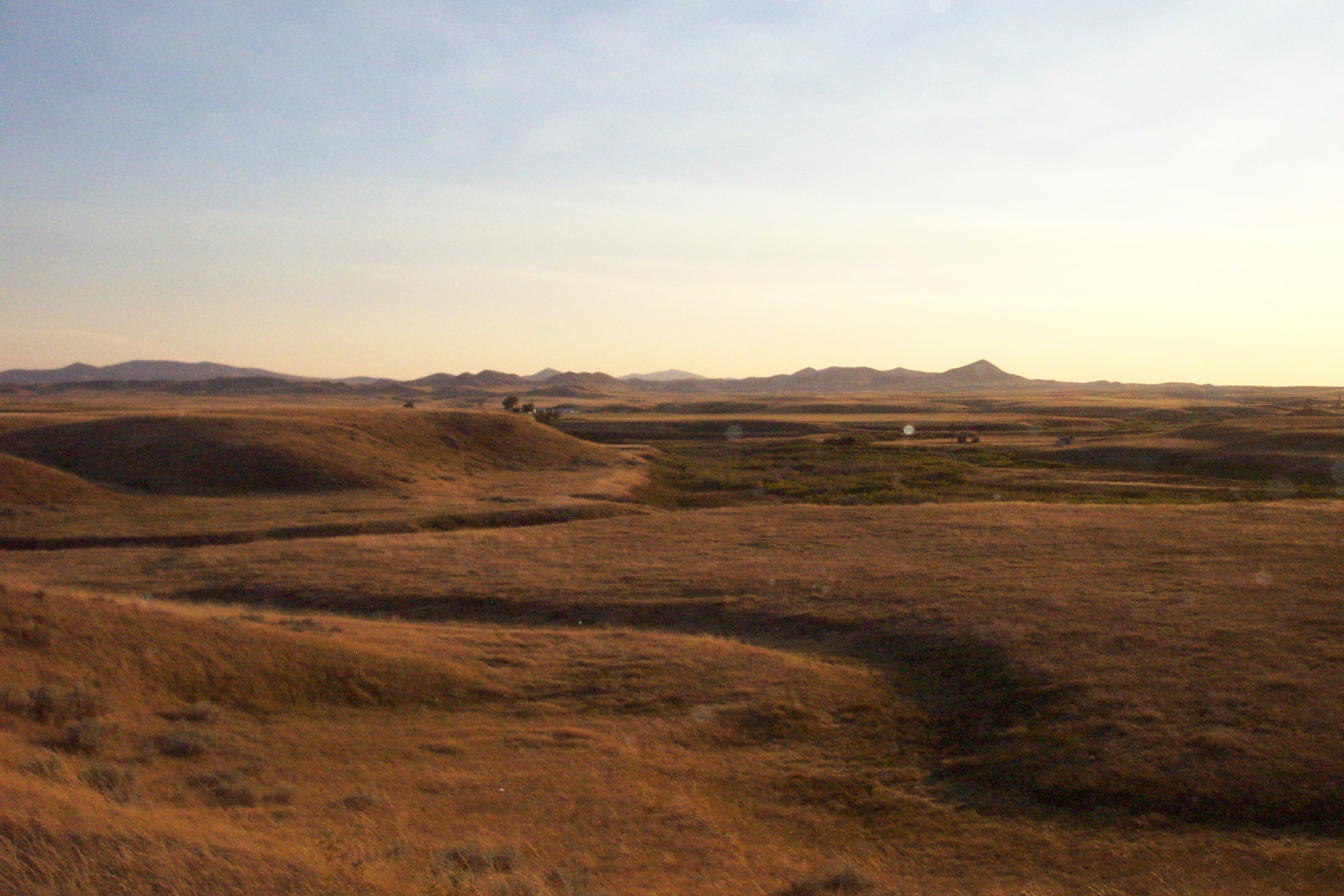
內茲佩爾塞國家歷史公園

根據2000年人口普查，布萊恩縣的總面積為4,239平方英里（10,980平方），其中有4,226平方英里（10,950平方），即99.7%為陸地；13平方英里（34平方），即0.3%為水域。本縣既是蒙大拿州面積第九大的縣份，亦是美國面積第95大的縣份。大部份貝克納普堡印第安人保留地（Fort Belknap Indian Reservation）土地皆位於本縣內。

### 毗鄰縣和直轄市
- 蒙大拿州 希爾縣：西方
- 蒙大拿州 舒托縣：西南方
- 蒙大拿州 弗格斯縣：南方
- 蒙大拿州 菲臘斯縣：東方
- 薩斯喀徹溫省 第51號里諾：北方
- 薩斯喀徹溫省 第19號邊疆：北方
- 薩斯喀徹溫省 第18號隆娜特里：北方

### 國家保護區
- 黑古力國家野生動物保護區
- 內茲佩爾塞國家歷史公園（部分）
- 密蘇里河處游斷層國家紀念碑（部分）

## 經濟
布萊恩縣的主要產業為農業。而在印第安人保留地中，最大僱主則為格羅斯文特雷人（Gros Ventre people）和阿西尼博因人（Assiniboine people）部落。

## 人口
| 调查年            | 人口  | 备注 | %±     |
| ----------------- | ----- | ---- | ------ |
| 1920              | 9,057 |      | —      |
| 1930              | 9,006 |      | −0.6%  |
| 1940              | 9,566 |      | 6.2%   |
| 1950              | 8,516 |      | −11.0% |
| 1960              | 8,091 |      | −5.0%  |
| 1970              | 6,727 |      | −16.9% |
| 1980              | 6,999 |      | 4.0%   |
| 1990              | 6,728 |      | −3.9%  |
| 2000              | 7,009 |      | 4.2%   |
| 2010              | 6,491 |      | −7.4%  |
| [ 7 ] [ 8 ] [ 9 ] |       |      |        |

根據2000年人口普查，布萊恩縣擁有7,009居民、2,501住戶和1,793家庭。其人口密度為每平方英里2居民（每平方公里1居民）。本縣擁有2,947間房屋单位，其密度為每平方英里1間（每平方公里1間）。而人口是由52.58%白人、0.17%黑人、45.37%土著、0.09%亞洲人、0.03%太平洋岛民、0.23%其他種族和1.54%混血构成。而西班牙裔或拉丁美洲人佔了人口1%。在52.58%白人中，有18.8%是德國人以及8.1%是挪威人。91.7%人口的母語為英語、3.8% 德语 和 2.0% 达科塔语.
在2,501住户中，有36%擁有一個或以上的兒童（18歲以下）、52.3%為夫妻、14.4%為單親家庭、28.3%為非家庭、26%為獨居、10.8%住戶有同居長者。平均每戶有2.78人，而平均每個家庭則有3.36人。在7,009居民中，有32.6%為18歲以下、8%為18至24歲、24.8%為25至44歲、21.6%為45至64歲以及12.9%為65歲以上。人口的年齡中位數為34歲，女子對男子的性別比為100：97.5。成年人的性別比則為100：96.3。
本縣的住戶收入中位數為$25,247，而家庭收入中位數則為$30,616。男性的收入中位數為$23,627，而女性的收入中位數則為$20,469，人均收入為$12,101。約23.4%家庭和28.1%人口在貧窮線以下，包括36.5%兒童（18歲以下）及19.9%長者（65歲以上）。